# Tebe Dorgu
Tebe Dorgu (ur. 2 sierpnia 1974)) – nigeryjski zapaśnik walczący w stylu wolnym. Olimpijczyk z Barcelony 1992, gdzie zajął jedenaste miejsce w kategorii 57 kg.
Zajął siedemnaste miejsce na mistrzostwach świata w 1991. Zdobył cztery medale na igrzyskach afrykańskich. Złoty medalista w 1991, 1995 i 2003. Sześciokrotny medalista mistrzostw Afryki, złoto w 1990; 1992 i 1993. Trzeci na igrzyskach wspólnoty narodów w 2002 roku.

## Turniej wBarcelonie 1992
| Konkurencja         | Walki             | Walki                  | Klas. końcowa |
| Konkurencja         | Przeciwnik I      | Przeciwnik II          | Miejsce       |
| ------------------- | ----------------- | ---------------------- | ------------- |
| styl wolny do 57 kg | Béla Nagy (HUN) L | Jürgen Scheibe (GER) L | XI            |